# Parque transfronterizo de ǀAi-ǀAis/Richtersveld
El Parque transfronterizo de ǀAi-ǀAis/Richtersveld es el nombre protegido que constituye un parque de la paz a ambos lados de la frontera entre los países africanos de Sudáfrica y Namibia. Se formó en el año 2003 mediante la combinación del parque namibio de ǀAi-ǀAis Hot Springs (ǀAi-ǀAis Hot Springs Game Park) y el surafricano Parque nacional de Richtersveld (Richtersveld National Park)